# Lotti Ruckstuhl
Pour les articles homonymes, voir Ruckstuhl.
Lotti Ruckstuhl, née le 2 mai 1901 à Ulm et morte le 8 juin 1988 à Saint-Gall, est une avocate, journaliste et militante féministe suisse.

## Biographie
Lotti Thalmessinger, fille du médecin Viktor Thalmessinger et de son épouse Katharina Michel, a passé son enfance en Afrique du Sud. Elle fait des études de droit et d'économie à Zurich, où elle obtient son doctorat en 1930 ; en 1933, elle obtient le brevet d'avocat. Elle épouse le médecin Friedrich.
Lotti Ruckstuhl maintient pendant toute sa vie la relation avec le mouvement féministe et pacifiste international sans égards pour les « sensibilités » des hommes suisses. Elle s’engage en tant qu’avocate, journaliste et militante, notamment pour le droit des femmes de garder leurs nom et citoyenneté. Ainsi, elle est membre de la Commission d’étude du statut de la femme dans le régime matrimonial suisse institué par le Département fédéral de justice et police en 1957 en tant que représentante de l’Association suisse pour le suffrage féminin.
En 1978, elle reçoit le Prix Ida Somazzi.

## Publications
- (de) Die Schweizer Frau : ein Chamäleon ? : vom Wechsel ihres Namens und Bürgerrechts, Benglen, Interfeminas-Verlag, 1976, 52 p.
- (de) Frauen sprengen Fesseln : Hindernislauf zum Frauenstimmrecht in der Schweiz, Bonstetten, Interfeminas-Verlag, 1986.
  - Traduction en français : Vers la majorité politique. Histoire du suffrage féminin, Bonstetten, Association des droits de la femme et Interfeminas, 1991, 319 p. ; traduction : Catherine Bécour et Florence Schwed Mayor.